# 套房

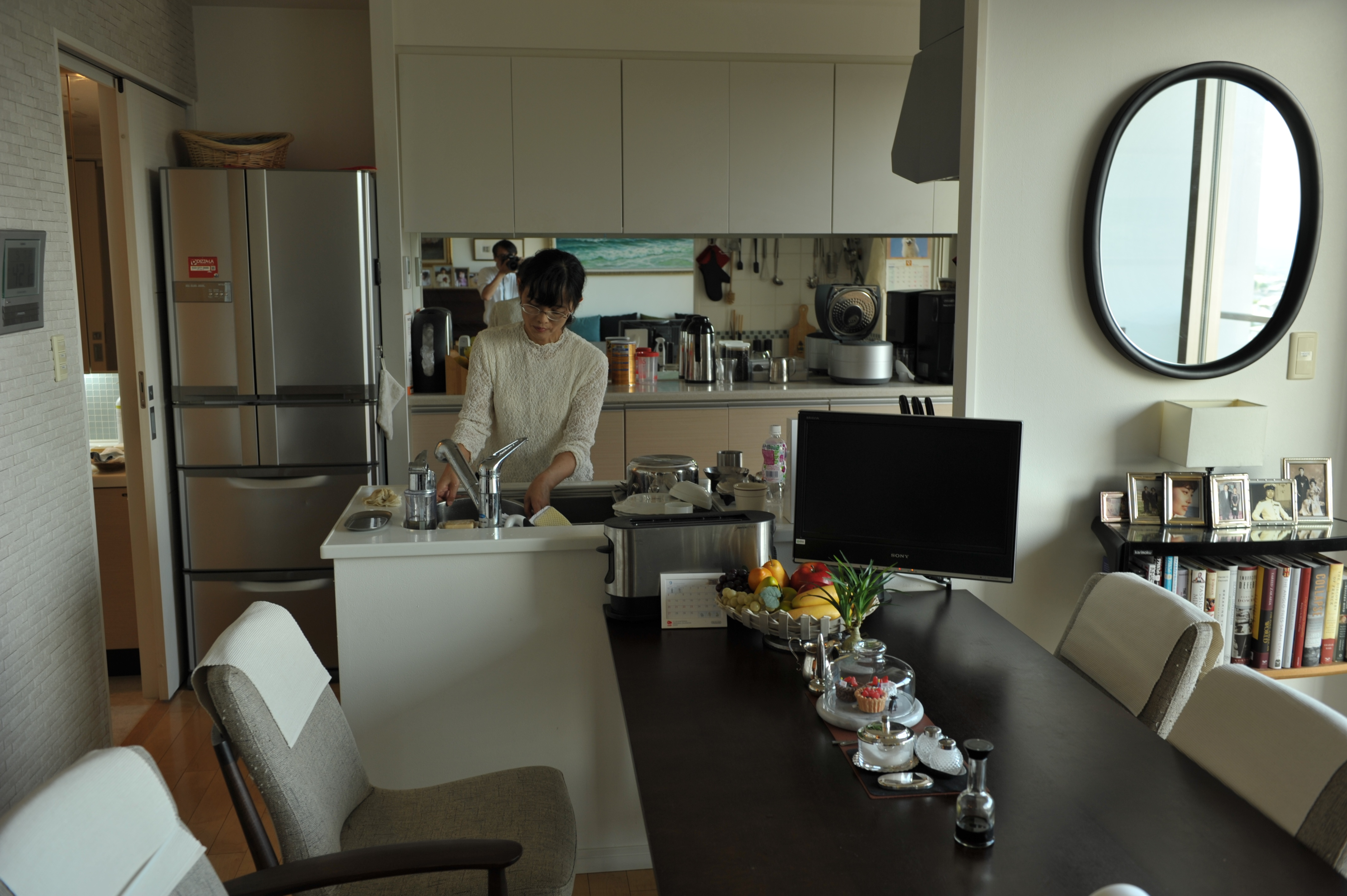
日式套房，廚房、餐廳、客廳融為一體，再加一套衛浴

套房是指为了在同一房间内满足多个起居需要，把多个设施在嵌套房间里，而形成房中房的房间结构。套房可以为使用的家庭成员提供更高的方便性和私隐性，提高家庭整体的生活舒服度。套房一般以睡房为主要功能，另外设置了浴室、步入式衣帽間或书房。
另外也指酒店中面积较大，并设有较多家具的的房间，同时有豪华的意思。相对地，有些以出租予收入较低的單身年輕人而设计的住宅单位也称为套房，这些住宅面积陕小，仅仅是配备了廚房和浴室的睡房，部份没有客厅的间隔。因此「住套房」一詞被衍生為「生活品質不甚理想」之意。

## 衍生类型

### 總統套房
一些高级的酒店会把最好的房间称为總統套房或皇家套房，这些房间除了附設浴室，还有多间睡房、客厅、饭厅及书房等设施。總統套房不限於總統或國家元首入住，只要有能力付出房租的人也可以。

### 主人套房
又稱為「主臥室」，指住宅單位內眾多房間之中設備最好的房间，一般拥有最好的景观，同时面积最大。其意思是供「一家之主」居住。

### 劏房式套房

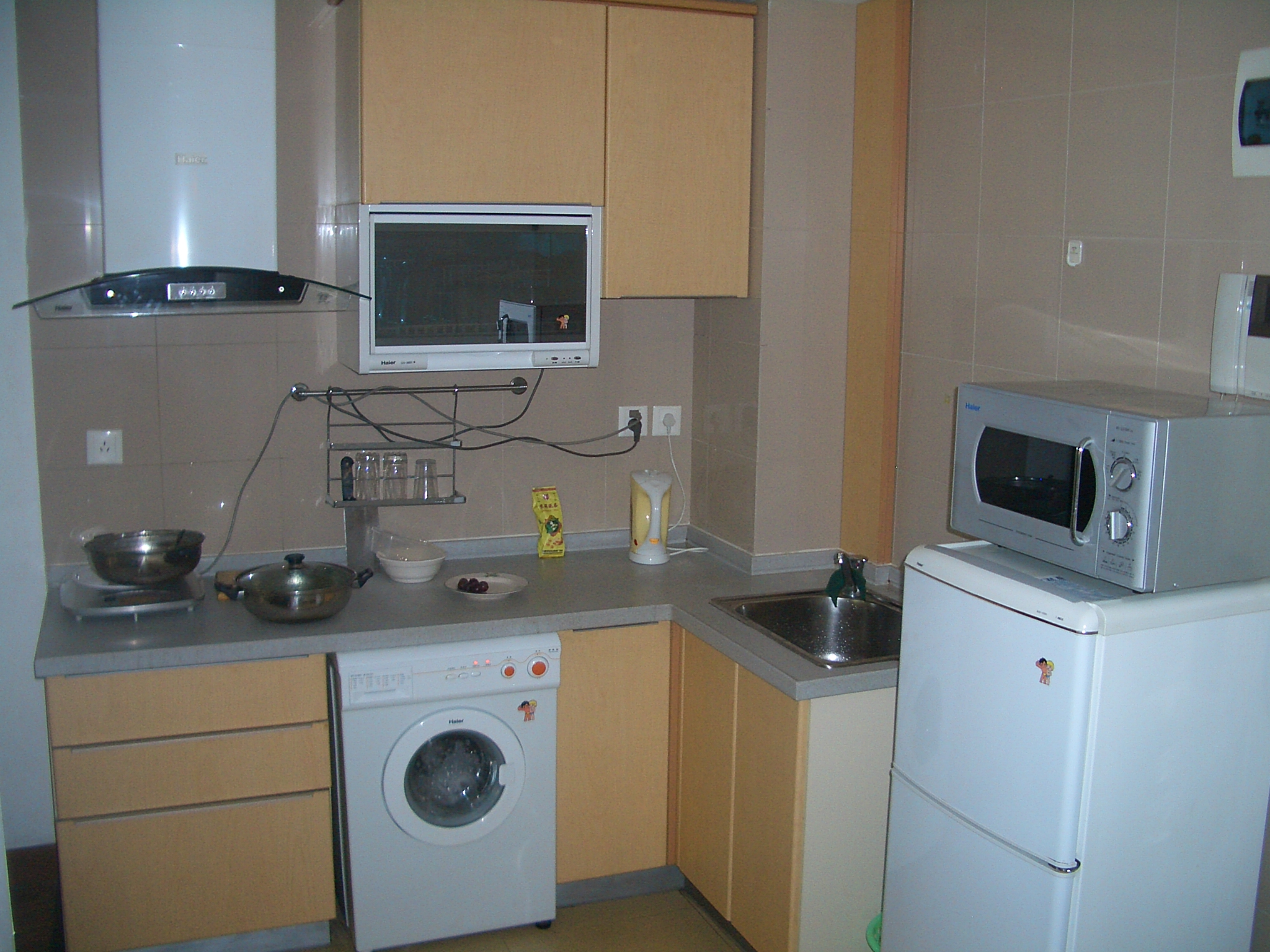
套房微縮廚具

一些套房不是楼宇的原有建筑设计，是由劏房而组成，这些套房在通风设计、防火安全上比一般套房更差劣。入住人仕一般是社會基層，这些住宅的居住环境只较板间房稍为好一点。

### 傭人套房

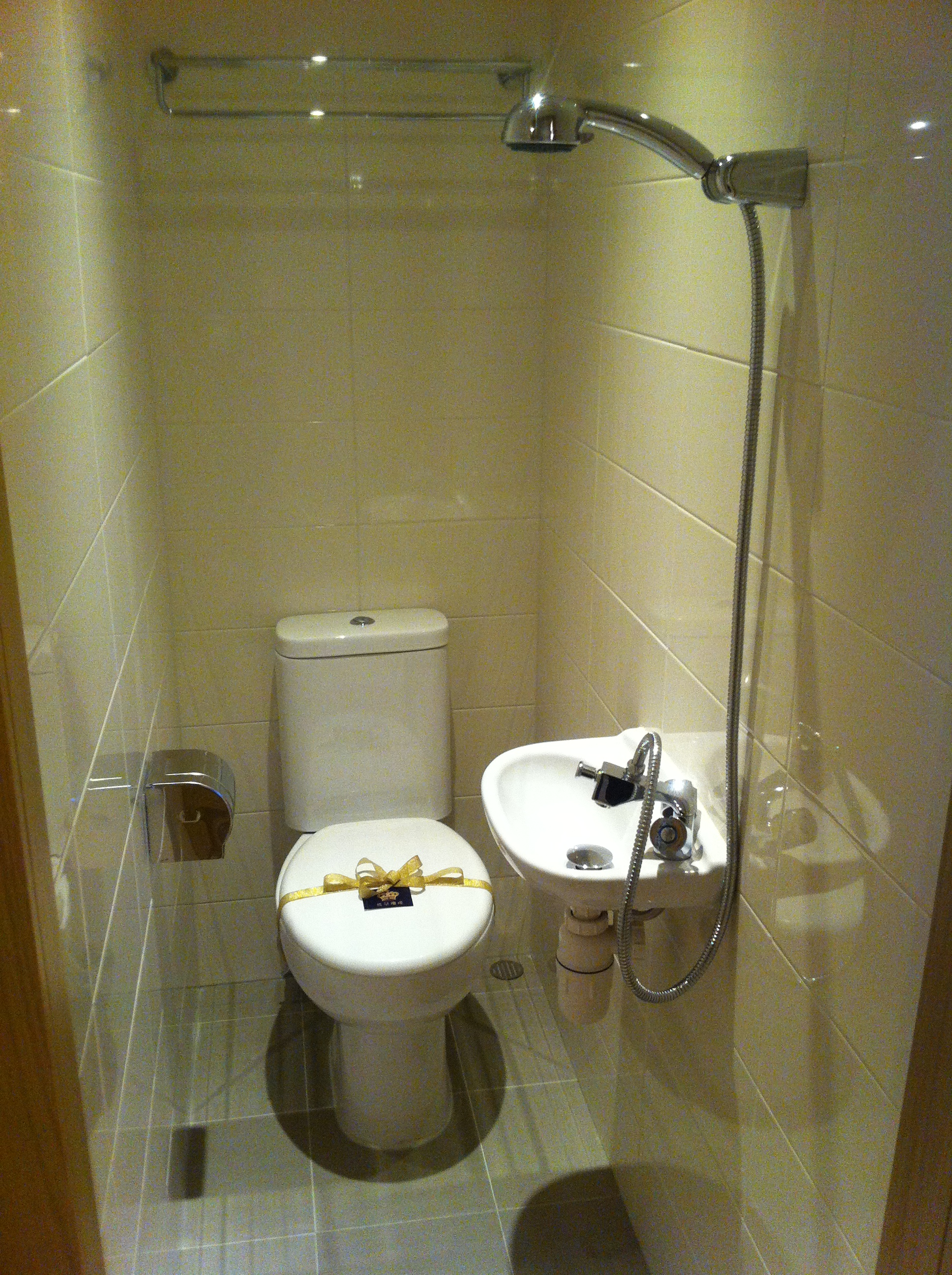
工人套房的套廁，通常沒有窗，由於設備簡單，及自然光不足，俗稱「黑廁」

傭人套房是僱主安排給傭人使用的套房，用作睡房及傭人工作每天結束時的休閒空間。房內附設專用的廁所，甚至浴室。